# Sibley (Missouri)
Sibley – wieś w Stanach Zjednoczonych, w stanie Missouri, w hrabstwie Jackson.